# Rafał Rogala
Rafał Rogala (ur. 15 sierpnia 1976 w Limanowej) – polski urzędnik państwowy i prawnik. W latach 2007–2019 szef Urzędu do Spraw Cudzoziemców.

## Życiorys
Absolwent I Liceum Ogólnokształcącego im. Króla Kazimierza Wielkiego w Bochni oraz Wydziału Prawa, Prawa Kanonicznego i Administracji Katolickiego Uniwersytetu Lubelskiego. Ukończył również studia podyplomowe z zakresu prawa i integracji europejskiej na Uniwersytecie Warszawskim (2001). W 2000 podjął pracę w Głównym Inspektoracie Sanitarnym, gdzie pełnił funkcje zastępcy Dyrektora, a następnie naczelnika Wydziału Prawnego Departamentu Organizacyjno-Prawnego. Wówczas też odbył aplikację legislacyjną w Kancelarii Prezesa Rady Ministrów. W 2006 został przeniesiony do ówczesnego Ministerstwa Spraw Wewnętrznych i Administracji, gdzie pełnił funkcję Zastępcy Dyrektora Biura Kadr, Szkolenia, Organizacji i Audytu Wewnętrznego. 1 sierpnia 2007 premier Jarosław Kaczyński powołał go na stanowisko Szefa Urzędu do Spraw Cudzoziemców (na którym to zastąpił Piotra Stachańczyka). 1 sierpnia 2019 zastąpił go Jarosław Szajner.

Aktualnie (2020) zatrudniony w polskim oddziale firmy Ernst & Young jako ekspert ds. migracji.